# بدء تشغيل العجاف
بدء التشغيل العجاف: كيف يستخدم رواد الأعمال اليوم الابتكار المستمر لإنشاء أعمال ناجحة بشكل جذري، هو كتاب من تأليف ايريك ريس يصف إستراتيجية بدء التشغيل الهزيل المقترحة للشركات الناشئة . 

## أطروحة
طور ريس فكرة الشركة الناشئة الخالية من الهدر من تجاربه كمستشار لبدء التشغيل وموظف ومؤسس. يعزو ريس فشل أول شركة ناشئة له، تجنيد محفز، إلى عدم فهم رغبات عملائهم المستهدفين والتركيز كثيرًا من الوقت والطاقة على إطلاق المنتج الأولي.
بعد عامل حفاز، كان ريس كبير مهندسي البرمجيات في شركة هناك المؤتمر الوطني العراقي. ، التي فشلت في إطلاق منتج باهظ الثمن. يرى ريس الخطأ في كلتا الحالتين على أنه «العمل إلى الأمام من التكنولوجيا بدلاً من العمل للخلف من نتائج الأعمال التي تحاول تحقيقها».
في حين ان يجادل ريس بأنه من أجل بناء شركة عظيمة، يجب على المرء أن يبدأ بالعملاء في شكل مقابلات واكتشاف بحثي. ينتج عن بناء أفضل لاعب (الحد الأدنى من المنتج القابل للتطبيق) ثم الاختبار والتكرار بسرعة تقليل النفايات وتناسب سوق المنتج بشكل أفضل. يوصي ريس أيضًا باستخدام عملية تسمى الأسباب الخمسة، وهي تقنية مصممة للوصول إلى جوهر المشكلة.

## أمثلة
ومن بين الشركات المذكورة في الكتاب باعتبارها تمارس أفكار ريس شركة طاقة الأبجدية في كاليفورنيا. في وقت لاحق، تبنت المزيد من المنظمات العمليات، بما في ذلك Dropbox و Wealthfront و General Electric. 

## استقبال
وبحسب الناشر فإن الكتاب «بيع منه أكثر من مليون نسخة وترجم إلى أكثر من ثلاثين لغة». كان أيضًا على قائمة أفضل الكتب مبيعًا في نيويورك تايمز.